# Église Saint-Crépin-et-Saint-Crépinien d'Azay-sur-Indre
L'église Saint-Crépin-et-Saint-Crépinien est une église affectée au culte catholique située à Azay-sur-Indre, dans le département d'Indre-et-Loire, en France. Construite au XIIe siècle, elle fut remaniée aux XVe et XVIe siècles.

## Localisation
L'église est située dans le département français d'Indre-et-Loire, sur la commune d'Azay-sur-Indre. Elle est construite à mi-hauteur du coteau qui domine la rive gauche de l'Indre ; les habitations les plus anciennes du bourg sont groupées autour d'elle.

## Historique
L'église, dédiée aux saints Crépin et Crépinien, fut construite au XIIe siècle, mais fut largement remaniée aux XVe et XVIe siècles avec, entre autres, l'adjonction d'une chapelle sur le flanc sud du chœur. Son décor intérieur date en partie des XVIIe et XVIIIe siècles. En 1785, une des cloches de l'église, fut baptisée du nom de Crépin ; elle portait une inscription en hommage à l'épouse du marquis de la Fayette, alors seigneur du lieu. Fêlée en 1871, Crépin fut refondue en 1876 ; la nouvelle cloche prit le même nom.
L'édifice, à l'exception d'une sacristie construite ultérieurement, est inscrit au titre des monuments historiques en 2006 et 2007.

## Architecture

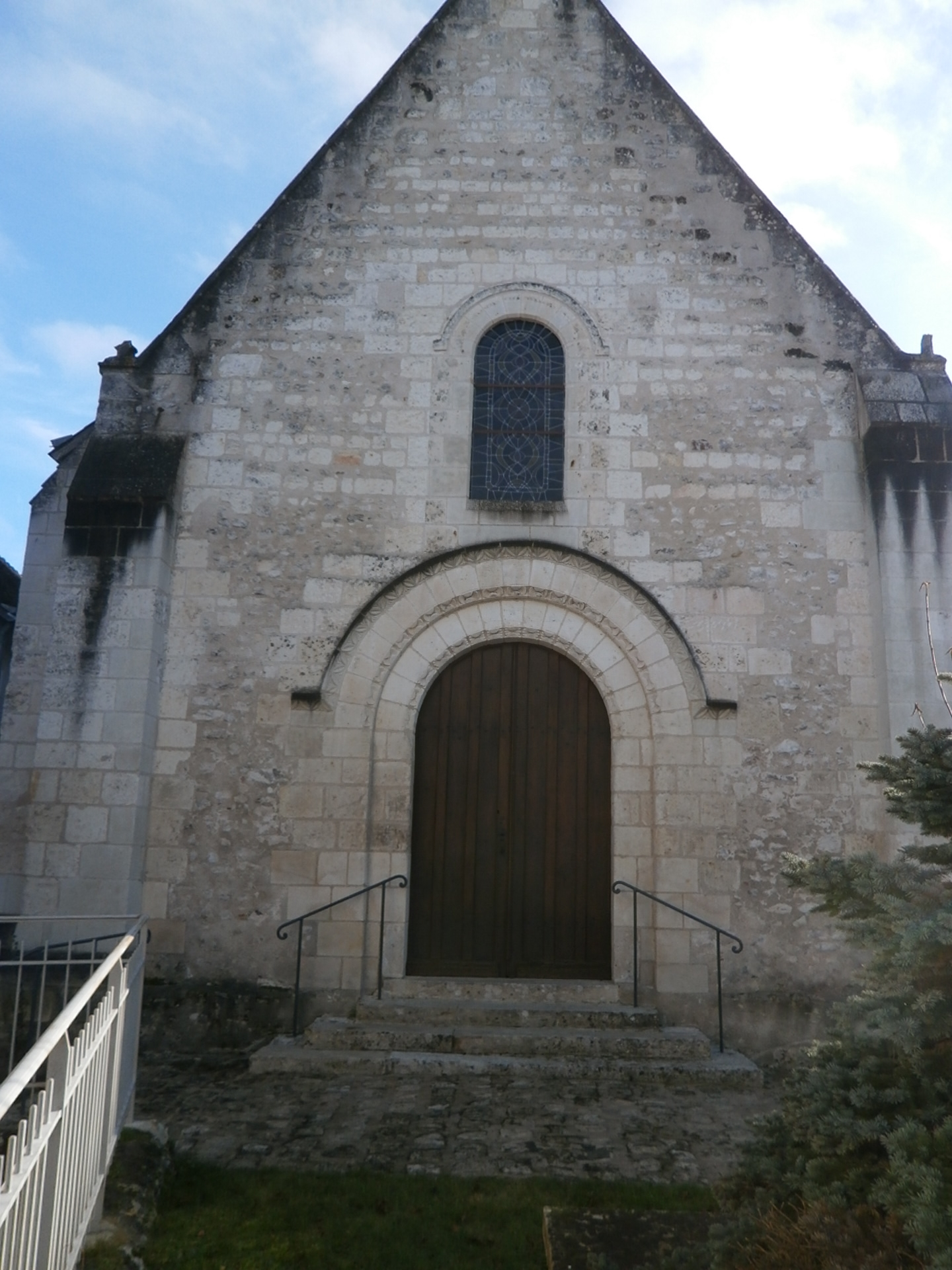
Portail principal de l'église.

L'église, installée au flanc du coteau et partiellement construite sur une terrasse artificielle, est un édifice dont la nef unique est ouverte au niveau de son pignon nord par une porte en plein cintre décorée de rouleaux, de palmettes et de festons ; une seconde porte s'ouvre dans le flanc ouest de la nef. Un clocher carré, dont la base date de la campagne de construction romane, est coiffé d'un étage faisant office de beffroi et daté du XVIe siècle ; chaque face du beffroi est percée de deux baies dépourvues de tout ornement. Un beffroi gothique succède à la nef vers le sud-est sans interposition d'un transept. Au sud du clocher et donnant dans le chœur, une chapelle du XVIe siècle a été construite.

## Décor et mobilier

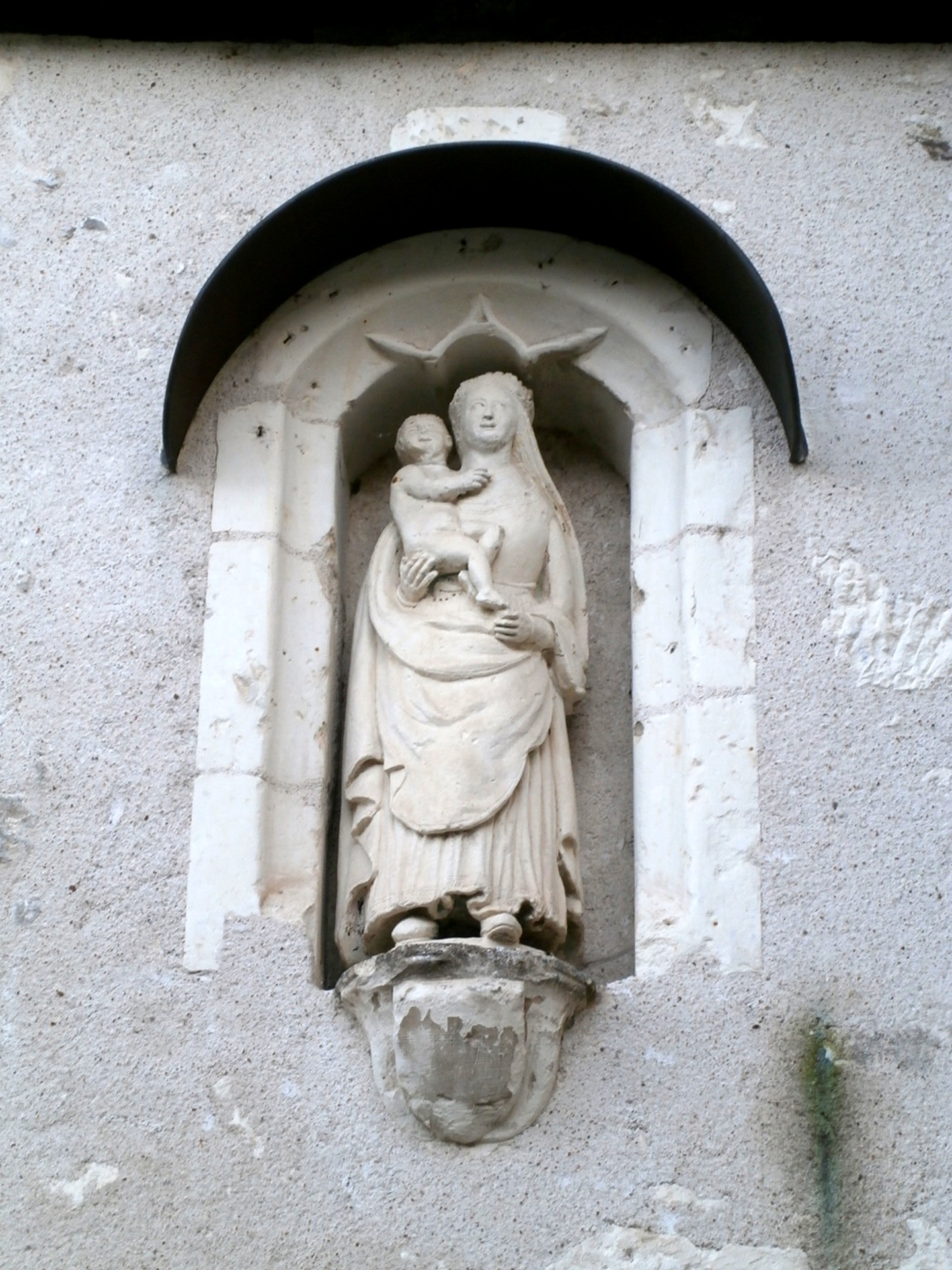
Statue au-dessus de la porte occidentale.

Les voûtes de la nef et du chœur sont lambrissées mais la charpente du chœur a été partiellement reprise au XVIe siècle. Plusieurs statues ornent l'église : une Vierge du XVIe siècle, au-dessus de la porte occidentale et une autre du XVIIIe siècle ainsi qu'un Christ du XVIIe siècle ; l'autel date du XVIIe siècle,.
Les murs intérieurs de la nef et du chœur ont été, à plusieurs reprises, décorés de peintures au XIIIe siècle le décor peint figurait, en  trompe-l'œil une maçonnerie et ses joints. Des décors funéraires s'y sont superposés au XVIe puis au XVIIIe siècle. Un des murs de la chapelle porte les armoiries, très dégradées, de la famille de Jussac, seigneurs de la Folaine au XVIe siècle.